# Биномиальная куча

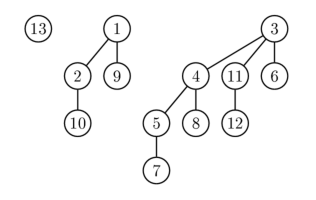
Пример биномиальной кучи, содержащий элементы с ключами от 1 до 13

Биномиальная куча (англ. binomial heap) — структура данных, реализующая абстрактный тип данных «очередь с приоритетом».
Конструируется как набор биномиальных деревьев — объектов, задаваемых рекуррентно следующим образом:
- биномиальное дерево нулевого ранга состоит из одной вершины;
- биномиальное дерево ранга {\displaystyle k} представляет собой вершину и {\displaystyle k} детей, ранг которых последовательно уменьшается с {\displaystyle k-1} до 0.

Таким образом, биномиальное дерево ранга {\displaystyle k} содержит {\displaystyle 2^{k}} вершин и имеет {\displaystyle C_{k}^{d}} вершин на глубине {\displaystyle d}, в честь чего оно и получило своё название.
Из двух деревьев ранга {\displaystyle k-1} можно образовать одно ранга {\displaystyle k} путём подвешивания одного из них к корню другого в качестве {\displaystyle k}-ой ветви.
Биномиальная куча обладает двумя свойствами:
- ключ каждой вершины не меньше ключа её родителя;
- все биномиальные деревья имеют разный размер.

Из этих свойств вытекают два следствия. Во-первых, корень каждого из деревьев имеет наименьший ключ среди его вершин. Во-вторых, суммарное количество вершин в биномиальной куче однозначно определяет размеры входящих в неё деревьев. Например, биномиальная куча с {\displaystyle 13=2^{3}+2^{2}+2^{0}} вершинами состоит из трёх деревьев высотой 3, 2 и 0 и имеющих, соответственно, 8, 4 и 1 элементов.
Следующие операции выполняются за время {\displaystyle O(\log n)}, где {\displaystyle n} — число вершин:
- вставка нового элемента (амортизационная сложность — {\displaystyle O(1)}),
- нахождение элемента с минимальным ключом,
- удаление элемента с минимальным ключом,
- уменьшение значения ключа данного элемента,
- удаление данного элемента,
- объединение двух куч.

Таким образом, биномиальная куча является сливаемой кучей, то есть кроме стандартных операций очереди с приоритетом (добавления, удаления, извлечения минимума, изменения ключей) предоставляет дополнительную операцию слияния двух куч.